# Кириченко, Виталий Николаевич
Виталий Николаевич Кириченко (род. 23 декабря 1945 года, г. Абдулино — 12 января 2010 года, г. Симферополь) — украинский общественный деятель, генерал-майор милиции.

## Биография

Могила Кириченко на кладбище «Абдал» в Симферополе.

Сын Кириченко Николая Карповича, бывшего в 1967-1977 годах первым секретарем Крымского обкома партии. В 1964—1967 годах — служил в рядах Советской Армии. В 1970 году окончил Симферопольский педагогический институт им. М.В. Фрунзе, в 1977 году – курсы руководящего состава КГБ СССР со знанием иностранного языка (г. Москва). 
С 1970 по 1981 год — действительная служба в КГБ СССР. В 1981—1983 годах советник зоны Востока в Афганистане. В 1985—1987 годах служба в группе специального назначения КГБ СССР «Вымпел». С сентября 1994 года по ноябрь 1995 года – начальник Главного управления Министерства внутренних дел Украины в Крыму – заместитель министра внутренних дел Украины.  В 1996 году советник посольства Украины в ЮАР. Сопредседатель украинского отделения Международной антитеррористической ассоциации войск специального назначения «Альфа». Помощник по международным связям ректора Таврического национального университета им. В. И. Вернадского.

## Награды
Знак отличия Президента Украины — крест «За мужество» (23 августа 1995 года) — за личное мужество, смелые и решительные действия, проявленные при задержание особо опасного вооруженного преступника